# Kämara
Kämara – wieś w Estonii, w prowincji Tartu, w gminie Laeva.